# Albina Africano
Albina Africano (nom complet: Albina Faria de Assis Pereira Africano, Luanda, Angola Portuguesa, 3 de juny de 1945) és una química i política angolesa.

## Biografia

### Formación
Albina va néixer el 1945, a Luanda, la capital de la Colònia portuguesa d'Angola. Va acabar els seus Estudis al Institut Industrial a la capital colonial.
Al 1972, Angola va assolir la seva independència, i Africano a Luanda va començar els seus estudis. Va completar la seva llicenciatura en ciències químiques per la Universitat Agostinho Neto, el 1982. Després d'aquest estudi, es va decidir a seguir Ciències de la producció de petroli, per especialitzar-se. S'estableix a Anvers (1984), després a l'Institut de Ciències de Petroli a França (1987), un període de Pràctiques de Lindsey a Gran Bretanya (1988) i al College of Pretroleum and Energy Studies, Oxford (1989).

## Carrera profesional
A més a més de la seva formació acadèmica i la seva especialització, Africano va treballar en diverses posicions de l'Estat d'Angola. Després dels seus estudis va treballar com a professora (1968-1975), fins a 1983, que es va celebrar la independència d'Angola, amb la gestió del Laboratori Nacional per a l'anàlisi química.
Després es va canviar a la producció d'oli de Fina-Angola, on va treballar com a química durant dos anys abans d'ésser ascendida a cap de departament a la refineria de Fina a Angola (1985-1991). Des d'agost de 1991 a desembre de 1992 va ser Presidenta del Consell d'Administració de la productora petroliera estatal Sonangol. El desembre de 1992, es va traslladar al govern d'Angola, on va dirigir el Departament d'assumptes de petroli de 1999 a 2000 com a Ministra d'Indústria.
De llavors ençà, és assessora especial del president per a assumptes regionals. Ara com ara, és presidenta del Banc d'Aliments d'Angola.
Africano és una de les líders africanes més respectades i considerades per la seva gran experiència d'haver supervisat la tremenda expansió del sector petrolier. Chevron, Elf Aquitaine, BP i Exxon eren atretes pel potencial d'exploració de petroli a Angola. La tecnòcrata MPLA, Albina Assis no és directament responsable de la falta de transparència al sector petrolier d'Angola.

## Premis
Al 2015, va rebre el Premi Mello Feminina - un premi a dones portugueses pels seus assoliments excel·lents. El premi és atorgat per l'empresa portuguesa Matriz Portuguesa.